# Etimoni Timuani
Etimoni "Reme" Timuani (Funafuti, 14 de outubro de 1991) é um esportista tuvaluano. Representou Tuvalu nos Jogos Olímpicos de Verão de 2016 no Rio de Janeiro (Brasil), na prova de 100 m masculino. Foi o único atleta da delegação do país.
Atua também como futebolista, como zagueiro do Tofaga, clube onde joga desde 2008 (exceção a uma rápida passagem pelo Lakena United em 2011). Jogou também pelas seleções de futebol (9 partidas e um gol marcado, entre 2011 e 2018) e de futsal de Tuvalu (4 jogos em 2011).

## Gols pela Seleção de Tuvalu
| # | Data               | Local                            | Rival          | Placar inicial | Placar final | Competição                   |
| - | ------------------ | -------------------------------- | -------------- | -------------- | ------------ | ---------------------------- |
| 1 | 3 de junho de 2018 | Coles Park, Haringey, Inglaterra | Matabelelândia | 1–1            | 1–3          | Copa do Mundo CONIFA de 2018 |